# Ансип, Андрус
А́ндрус А́нсип (эст. Andrus Ansip; 1 октября 1956 года, Тарту) — премьер-министр Эстонии и председатель эстонской Партии Реформ (2005—2014) (эст. Reformierakond). Эстонский и общеевропейский государственный и политический деятель. В сентябре 2014 года получил пост вице-президента без портфеля Европейской комиссии.

## Ранний период жизни и карьера
Родился в Тарту. Окончил Тартуский университет с дипломом химика в 1979 году.
В 1978 году вступил в Коммунистическую партию. В 1985 году работал инструктором отдела промышленности и транспорта Тартуского районного комитета Коммунистической партии Эстонской ССР. В 1986—1989 годы — инструктор промышленного отдела и заведующий орготделом Тартуского райкома КПЭ, в том числе и во время разгона студенческой демонстрации 1988 года в Тарту, приуроченной к годовщине подписания Тартуского мира (1920 год) между Эстонской республикой и Советской Россией (уже в бытность премьер-министром Ансип рассказал журналистам, что он не мог быть причастным к разгону данной демонстрации, так как в те часы пил чай у тёщи).
До начала политической деятельности работал в банковских и инвестиционных предприятиях. Был членом совета директоров Народного банка Тарту (эст. Rahvapank), председателем Ливонской приватизационной коллегии, исполнительным директором акционерного общества Fondiinvesteeringu Maakler AS. Состоял также председателем совета Радио Тарту.

## Образование
- 1974 год — закончил 5-ю среднюю школу города Тарту
- 1979 год — закончил отделение органической химии Тартуского университета
- 1987—1989 годы — Эстонская сельскохозяйственная академия, агрономия
- 1992 год — Университет York, Торонто, управление бизнесом

## Мэр Тарту
В 1998 году Ансип был избран мэром Тарту от Партии реформ и оставался на этом посту до 2004 года, при широкой популярности и неизменно высоком рейтинге по результатам опросов. 21 ноября 2004 года Ансип стал председателем Партии реформ, так как основатель и неизменный председатель партии, бывший премьер-министр Сийм Каллас стал вице-президентом комиссии Европейского союза и, оставив свою прежнюю должность, переехал в Брюссель. Ансип переехал в Таллин и 13 сентября 2004 года стал министром экономики в правительстве Юхана Партса, сменив на этом посту Меэлиса Атонена.

## Премьер-министр
31 марта 2005 года президент Эстонии Арнольд Рюйтель поручил Ансипу сформировать новое правительство, что явилось следствием отставки правительства Юхана Партса. Ансип сформировал коалицию своей партии с Центристской партией и Народным союзом, следствием чего стало представление 12 апреля 2005 года нового правительства в Рийгикогу и на следующий день правительство приступило к работе. После победы своей партии на выборах в Рийгикогу 4 марта 2007 года, Ансип, набравший 22 540 голосов, образовал коалицию с партией социал-демократов и объединением Союз Отечества-Рес Публика (эст. Isamaa ja Res Publica Liit (IRL)).
8 июля 2006 года на выступлении перед ветеранами 20-й эстонской дивизии СС Ансип положительно оценил деятельность эстонских эсэсовцев: «Я не могу согласиться с теми, кто считает вашу борьбу бессмысленной. Как можно считать бессмысленным то, что люди исполняли свой долг перед своим народом и государством?»
7 февраля 2008 года на пресс-конференции правительства Андрус Ансип, говоря о наступающем экономическом кризисе заявил: «Если это кризис и крах, то только в таком кризисе и крахе я бы хотел жить». Суммарное падение ВВП Эстонии за 2008—2009 год составило 17,2 %.
В 2014 году Андрус Ансип подал прошение об отставке, и 4 марта 2014 года президент Эстонии Тоомас Хендрик Ильвес принял отставку премьер-министра, поблагодарив его за работу. Ансип заявил о намерении продолжить работу парламентарием.
Руководство правящей Эстонской партии реформ под председательством Ансипа решило выдвинуть кандидатом в премьеры еврокомиссара по транспорту и вице-президента Еврокомиссии Сийма Калласа.

### Борьба противпамятника советскому Воину-освободителю(«Бронзовый солдат»)
Ансип выступил инициатором законопроекта «О сносе запрещённых сооружений», который, однако был отклонен президентом Эстонии Ильвесом и не вступил в силу. Но парламент принял «Закон о защите воинских захоронений», который давал основание для перезахоронения останков солдат, похороненных в неподходящем месте (например, в парке), а также в местах, где воинские захоронения невозможно обеспечить надлежащим уходом. По мнению многих политических комментаторов, премьер-министр Эстонии Андрус Ансип в ходе предвыборной кампании пообещал перенести памятник Воину-освободителю, чтобы завоевать голоса избирателей, прежде традиционно голосовавших за маргинальные националистические партии, не представленные в парламенте, и тем самым набрать недостающие для получения полномочий сформировать правительство проценты.
Перед началом эксгумации останков премьер Ансип несколько раз публично гарантировал порядок и безопасность гражданам страны.
26 апреля 2007 года Бронзовый солдат (памятник павшим во Второй мировой войне) был демонтирован и позднее перенесён на Военное кладбище Таллина. По официальным данным, в ходе вспыхнувших в результате этого волнений в городах страны было ранено 156 человек, один погиб.
Премьер-министр Эстонии Андрус Ансип был награждён орденом канадских эстонцев за участие в переносе памятника Воину-освободителю. Как заявил на церемонии вручения почётный консул Эстонии в Канаде Лаас Лейват, при переносе монумента правительство действовало «умело и уверенно».

## Поддержка народа
Получивший на выборах рекордный результат Андрус Ансип за полгода правления добился у народа самой большой по сравнению со всеми предшественниками поддержки. Фирма Emor по заказу газеты Postimees измерила уровень поддержки правительства и парламента по 10-балльной шкале, на которой 10 баллов означают полную поддержку и 1 балл — полное отсутствие таковой. Средний балл правительства Марта Лаара (1999—2002) 4,67, правительства Сийма Калласа (2002—2003) и Юхана Партса (2003—2005) имели по 5,17 балла. Средний балл правительства Андруса Ансипа — 5,87.
6 марта 2011 года прошли очередные парламентские выборы. Правоцентристская коалиция, состоящая из партии Андруса Ансипа и Союза Отечества-Рес Публика получила большинство голосов избирателей, что позволит коалиции занять 56 из 101 места в национальном парламенте.

## Деятельность в Комиссии Юнкера
1 ноября 2014 года вошёл в состав Комиссии Юнкера в должности заместителя председателя и еврокомиссара по вопросам единого цифрового рынка.
1 января 2017 года назначен исполняющим обязанности еврокомиссара цифровой экономики общества ввиду перемещения Гюнтера Эттингера в кресло еврокомиссара по бюджету и человеческим ресурсам после ухода из Еврокомиссии Кристалины Георгиевой.
В мае 2019 года избран в новый состав Европейского парламента.
30 июня 2019 вышел из Еврокомиссии, и эстонское правительство стало рассматривать кандидатуру Кадри Симсон в качестве нового представителя Эстонии.

## Награды
- Орден Государственного герба 2-го класса (Эстония, 4 февраля 2015 года)[16]
- Орден Белой звезды 3-го класса (Эстония, 2 февраля 2005 года)[17]
- Большой крест ордена «За заслуги перед Литвой» (Литва, 17 мая 2013 года)[18]
- Великий офицер ордена Трёх звёзд (Латвия, 30 марта 2009 года)[19]

## Личная жизнь
Супруга Андруса Ансипа Ану Ансип по профессии врач-гинеколог. В семье три дочери — Реэт, Лийса и Тийна.
Ансип постоянно занимается велоспортом, а также увлекается лыжным спортом.
Владеет эстонским, английским и русским языками
В 1996 году во время велосипедной прогулки Ансип попал под машину. Он перенёс 11-часовую операцию и 3 месяца был прикован к постели. Восстановление заняло у него 14 месяцев. Спустя годы Ансип признался, что после аварии «было бы лучше покинуть этот мир».